# La Chapelle-aux-Chasses
La Chapelle-aux-Chasses ist eine französische Gemeinde mit 197 Einwohnern (Stand: 1. Januar 2022) im Département Allier in der Region Auvergne-Rhône-Alpes; sie gehört zum Arrondissement Moulins und zum Kanton Dompierre-sur-Besbre.

## Geographie
La Chapelle-aux-Chasses liegt etwa 18 Kilometer nordöstlich von Moulins in der Landschaft Sologne Bourbonnaise. Umgeben wird La Chapelle-aux-Chasses von den Nachbargemeinden Lucenay-lès-Aix im Nordwesten und Norden, Gannay-sur-Loire im Nordosten, Paray-le-Frésil im Osten, Chevagnes im Süden sowie Chézy im Südwesten und Westen. 

## Bevölkerungsentwicklung
| Jahr                       | 1962 | 1968 | 1975 | 1982 | 1990 | 1999 | 2006 | 2019 |
| Einwohner                  | 391  | 342  | 295  | 266  | 250  | 216  | 226  | 201  |
| Quellen: Cassini und INSEE |      |      |      |      |      |      |      |      |

## Sehenswürdigkeiten
- Kirche Sainte-Anne